# Saint-Honoré-les-Bains
Saint-Honoré-les-Bains este o comună în departamentul Nièvre din centrul Franței. În 2009 avea o populație de 841 de locuitori.

## Evoluția populației
| An        | 1975 | 1982 | 1990 | 1999 | 2006 | 2009 |
| --------- | ---- | ---- | ---- | ---- | ---- | ---- |
| Populație | 958  | 831  | 754  | 763  | 846  | 841  |